# 波伊人

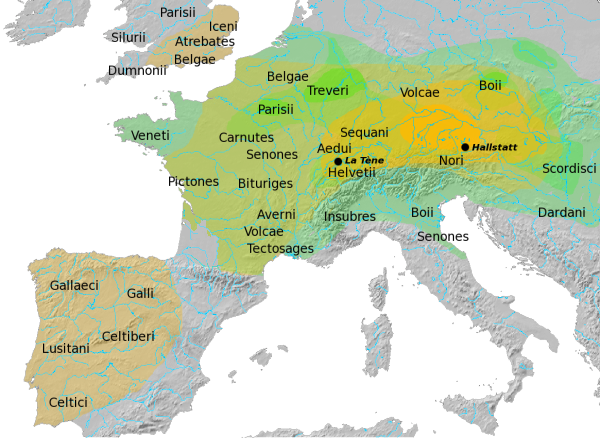
这幅地图显示了波伊人在意大利以及波西米亚的大致活动范围。绿色为同时代的拉坦诺文化，黄色为前代的哈尔施塔特文化。

波伊人（拉丁文︰Boii，单数形式 Boius；古希腊语︰Βόϊοι）是一个铁器时代在中欧的高卢人部落名称。曾在罗马共和国山南高卢行省（意大利北部）、潘诺尼亚行省（匈牙利及其西方地区）、巴伐利亚的部分地区、波希米亚及其附近地区以及纳尔榜南西斯高卢行省一带活动。此外，考古证据表明，在公元前二世纪，凯尔特人曾从波西米亚通过克沃兹科河谷进入西里西亚（现为波兰和捷克的一部分）。发现出土的铭文有附近的凯尔特语的使用，但波伊人所使用语言不明。
波伊人在历史上第一次登场是在公元前390年高卢人入侵北意大利，他们攻占了费尔西纳的伊特鲁利亚文明城市博洛尼亚，并将该城定为新的都城。而一系列的战争后，罗马人取得了决定性胜利，波伊人的领地沦为罗马的山南高卢行省。两世纪后的斯特拉波记述道，比起像凯尔特人一样被罗马人消灭，
波伊人完全被驱赶除了他们所占领的地方，在迁徙到多瑙河流域后，他们和陶里斯克人一起生活，和达基亚人进行了战争，直到他们消亡—他们就如此离开了他们的国家，伊利里亚的一部分，给他们的新邻居留下了一片牧羊场。
公元前 60 年左右，一支波伊人加入凯尔特人，企图征服西高卢，最终与盟友们一起被凯撒在比布拉克特战役中击败。恺撒将波伊人的残部安置于高戈比那，六年后他们到维钦托利参加了阿莱西亚战役。东支波伊人最终在公元8年融入罗马帝国。

## 註腳
1. ↑  Rankin 1996，第16頁
2. ↑  Strabo, 5.213.